# Kasteel van La Buzine
Het Kasteel van La Buzine (Frans: Château de La Buzine) is een kasteel in de Franse gemeente Marseille (11e arrondissement). Het is een beschermd monument sinds 1997.